# Seestraße 5 (Stralsund)

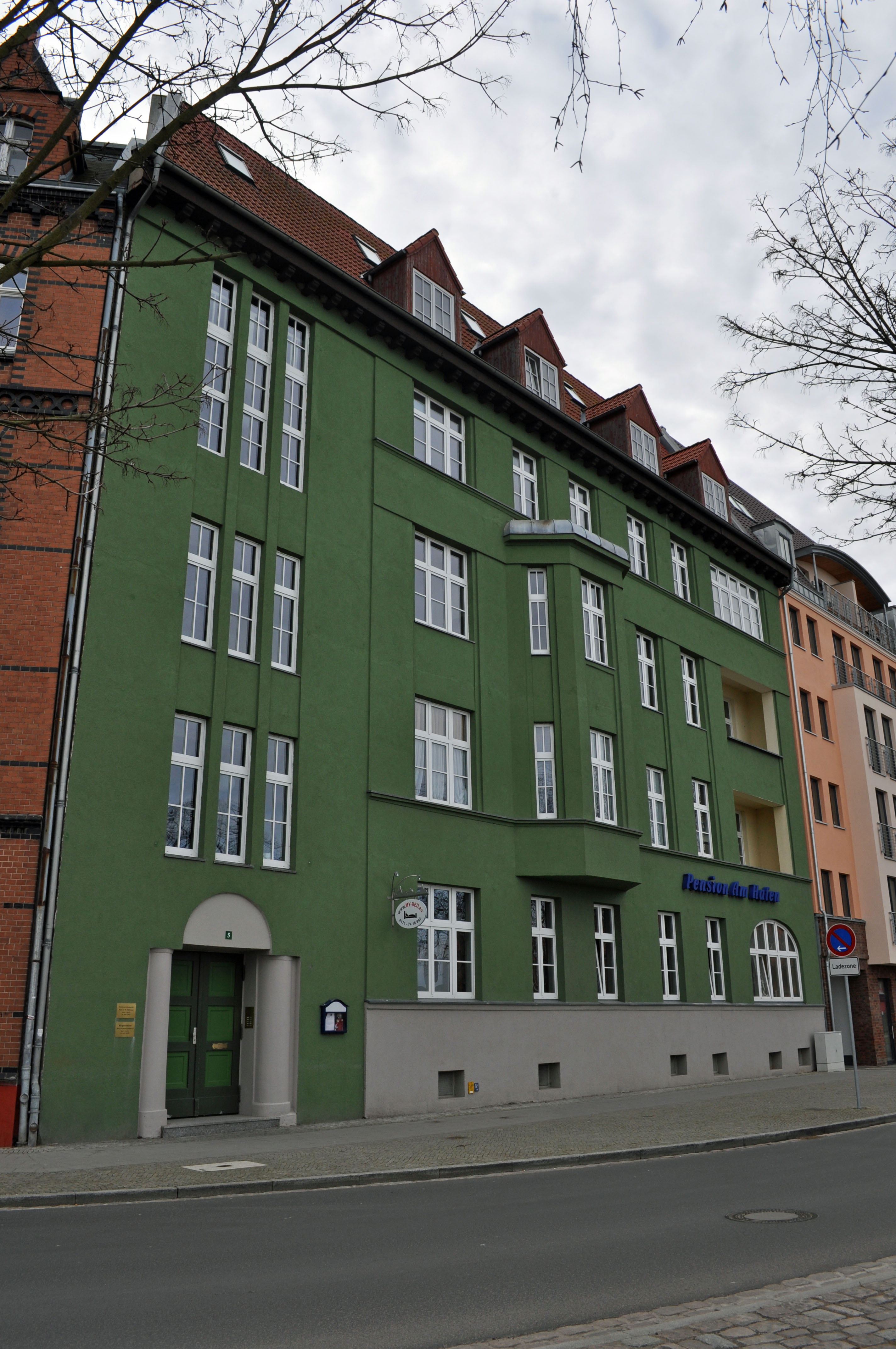
Haus Seestraße 5 in Stralsund (2012)

Das Haus mit der postalischen Adresse Seestraße 5 ist ein denkmalgeschütztes Gebäude in der Hansestadt Stralsund in der Seestraße.
Das viergeschossige Haus wurde im Jahr 1914 errichtet. Es bildete den nördlichen Abschluss der Hafenrandbebauung.
Die Fassade ist verputzt. In der südlichen Achse ist ein von Halbsäulen flankiertes Portal mit darüber angeordneten, hohen Treppenhausfenstern eingefügt. In der nördlichen Achse prägen breitere Fenster bzw. – im ersten und zweiten Obergeschoss – Loggien die Fassade. Ein zweigeschossiger Erker ist in den Mittelachsen ausgeführt.
Das Haus liegt im Kerngebiet des von der UNESCO als Weltkulturerbe anerkannten Stadtgebietes des Kulturgutes „Historische Altstädte Stralsund und Wismar“. In die Liste der Baudenkmale in Stralsund ist es mit der Nummer 698 eingetragen.
Das Haus wird als Wohnhaus und Pension genutzt.